# Karat Air

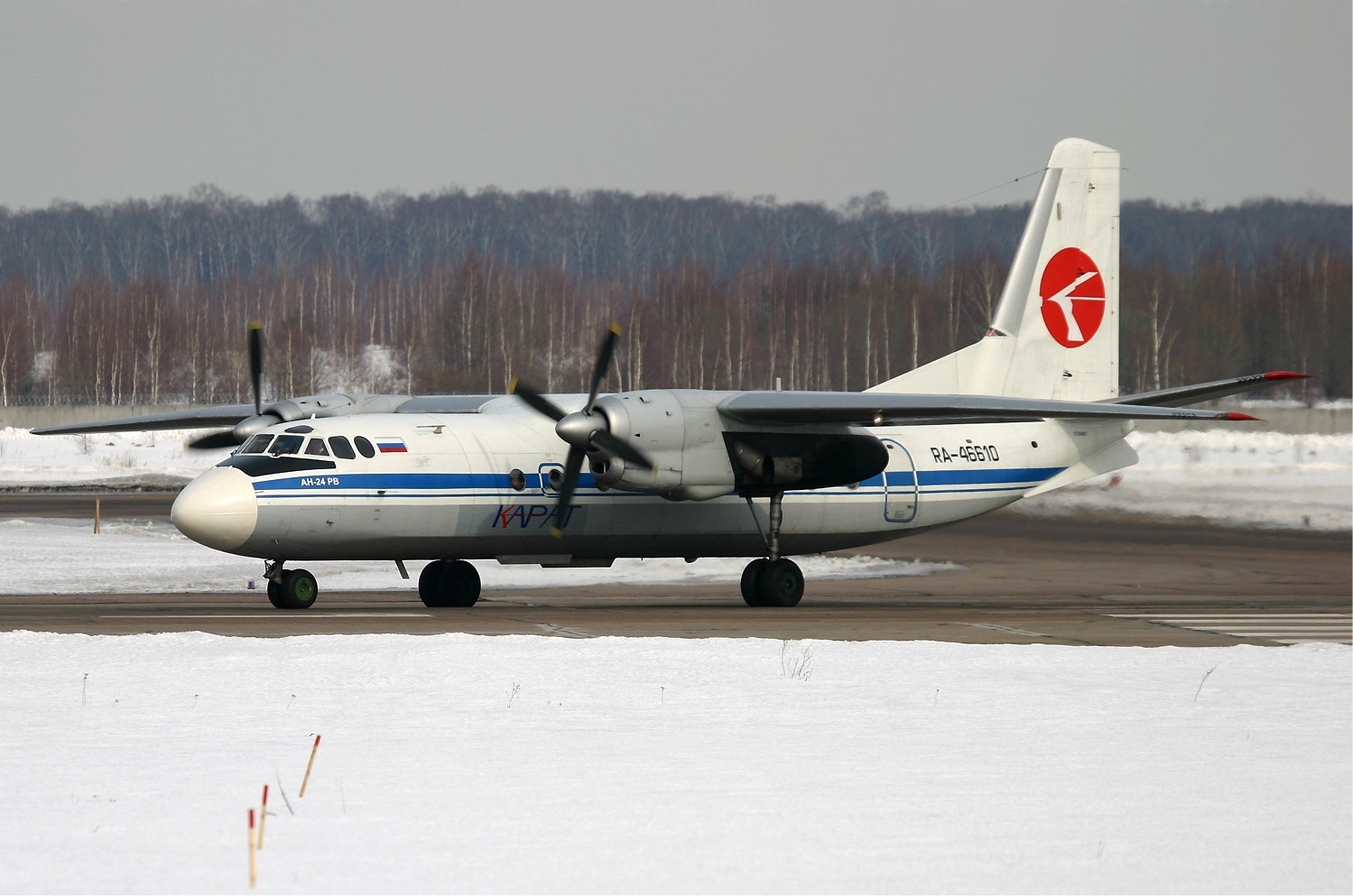
Antonov An-24RV nella livrea storica della Karat Air all'aeroporto di Mosca-DME nel 2005.

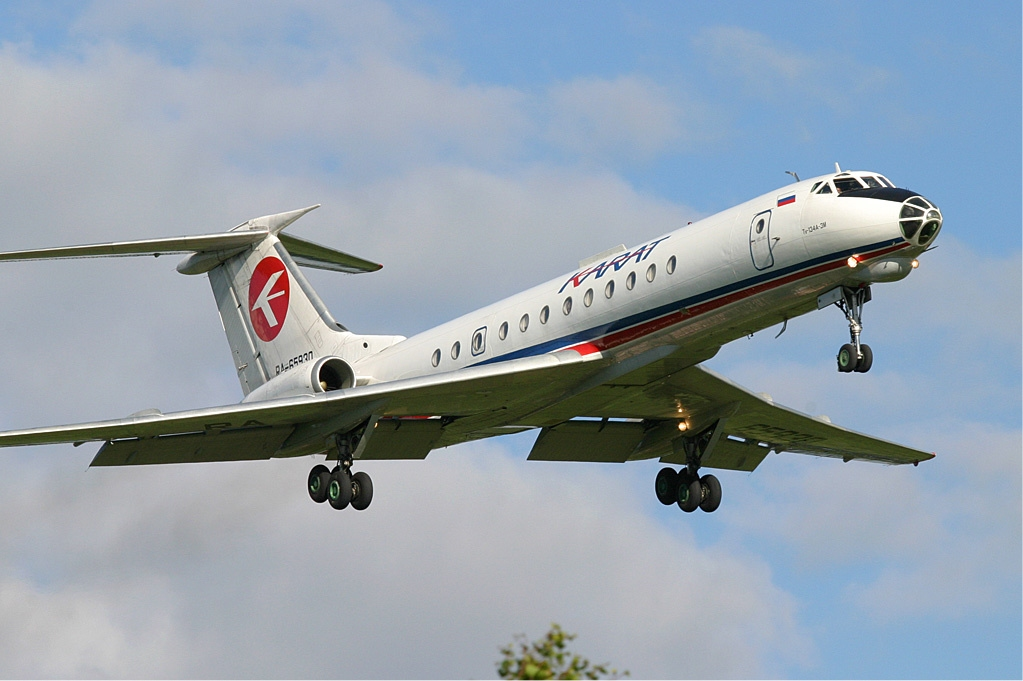
Tupolev Tu-134A-3M nella livrea storica della Karat Air all'aeroporto di Mosca-SVO nel 2005.

La Karat Air o (in russo: КАРАТ авиакомпания) è stata una compagnia aerea russa con base tecnica all'aeroporto di Mosca-Vnukovo (UUWW), in Russia europea. La Karat Air è stata fondata sulla base della compagnia aerea Rikor.

## Strategia
La compagnia aerea Karat Air faceva il servizio del trasporto aereo passeggeri in Russia e negli stati CSI con hub principale a Mosca e hub secondario a Kazan', Tatarstan.
Nel 2004 la Karat Air si è unita con la russa Tulpar Air. Nel 2005 la Karat Air ha trasportato 400 000 passeggeri.  La Karat Air effettuava anche voli charter e voli VIP.

## Flotta aerei
Corto raggio
- 3 Antonov An-24RV
- 8 Tupolev Tu-134
- 2 Yakovlev Yak-40

Medio raggio
- 4 Tupolev Tu-154
- 1 Yakovlev Yak-42-142
- 4 Yakovlev Yak-42D

## Accordi commerciali
Dal 2006 la Karat Air faceva parte della russa VIM Group composta da 6 compagnie aeree russe: AeroČita, Air Bashkortostan, Dauria, Karat Air, Russian Sky Aircompany, VIM-Avia.